# Waldmann-Krankheit
Die Waldmann-Krankheit oder Primäre intestinale Lymphangiektasie (PIL) ist eine sehr seltene angeborene Erkrankung mit den Hauptmerkmalen Lymphangiektasie des Darmtraktes, Enteropathie durch Proteinverlust, Hypoalbuminämie mit Ödemen an Beinen und Genitale und Gingivahyperplasien.
Die Namensbezeichnung bezieht sich auf den Erstautoren der Erstbeschreibung aus dem Jahre 1961 durch Thomas A. Waldmann und Mitarbeiter.
Bereits im Jahre 1949 hatten F. Homburger und M. L. Petermann die betroffene Familie beschrieben, allerdings noch ohne die Lymphangiektasie zu erkennen.

## Verbreitung
Die Häufigkeit ist nicht bekannt, bislang wurde über weniger als 500 Betroffene berichtet. Die Vererbung erfolgt autosomal-dominant.

## Ursache
Pathologisch finden sich erweiterte Lymphgefäße des Darmes mit Übertritt (Leckage) von Lymphe in das Darmlumen.

## Klinische Erscheinungen
Klinische Kriterien sind:
- Krankheitsbeginn in den ersten Lebensjahren
- beidseitige Beinödeme als Hinweis auf den Eiweißverlust und die Hypoalbuminämie
- Je nach Schweregrad können Anasarka, Perikarditis, Aszites oder Pleuraerguss auftreten

Es besteht eine Assoziation mit B-Zell-Lymphomen.

## Differentialdiagnose
Abzugrenzen sind:
- Morbus Whipple
- Morbus Crohn
- Sarkoidose
- T-Zell-Lymphom vom Enteropathie-Typ
- Sklerodermie